# Сондув (Любуське воєводство)
Сондув (пол. Sądów) — село в Польщі, у гміні Цибінка Слубицького повіту Любуського воєводства.
Населення — 343 особи (2011).
У 1975-1998 роках село належало до Зеленогурського воєводства.

## Демографія
Демографічна структура станом на 31 березня 2011 року:
|          | Загалом | Допрацездатний вік | Працездатний вік | Постпрацездатний вік |
| -------- | ------- | ------------------ | ---------------- | -------------------- |
| Чоловіки | 182     | 52                 | 116              | 14                   |
| Жінки    | 161     | 34                 | 84               | 43                   |
| Разом    | 343     | 86                 | 200              | 57                   |